# Àngels Fitó
Àngels Fitó (Barcelona, 1970) es una profesora universitaria catalana, actual rectora de la UOC desde abril de 2023.

## Trayectoria
Se doctoró en Ciencias Económicas en la Universidad de Barcelona y completó sus estudios con un Máster en Dirección Fiscal y Financiera de la Empresa en la misma Universidad. Posteriormente fue Directora de los Estudios de Economía y Empresa de la UOC (2010-2019), hasta que fue nombrada vicerrectora de competitividad y empleabilidad de la misma universidad.
En febrero de 2023 fue propuesta de manera unánime como nueva rectora de la UOC, en sustitución de Josep A. Planell (2013-2023).
Es vicedecana del Colegio de Economistas de Cataluña y vicepresidenta de la Asociación Catalana de Contabilidad y Dirección. Forma parte del Consejo Asesor en Política Económica de Cataluña, y ha compaginado la actividad académica con el sector privado, haciendo asesoramiento en términos de finanzas y de gestión. Lleva años viviendo en La Garriga.

### Búsqueda
Como investigadora, se ha especializado en los procesos de armonización financiera, los sistemas de control de gestión, así como el impacto del aprendizaje a distancia.

## Publicaciones
Ha publicado varios libros, algunos sobre economía, pero también varias novelas, algunas de ellas premiadas:
- ¿Cómo se valora una empresa? (Editorial UOC, 2014)

- A recer dels taurons en un sofà d’escai (Gregal, 2017)
- Divines Mutacions (ED llibres, 2018)
- Si no ho fas tu, ho faré jo (Pagès, 2021)

También ha colaborado con otros libros, como Emprendre en temps de crisi: cap a les noves xarxes de generació de valor (Joan Torrent-Sellens ( dir). UOC, 2012)), Temas actuales de dirección financiera (Patrícia Crespo), entre otros.

## Premios y reconocimientos
- 2018 - Premio Manacor de novela por Divines Mutacions
- 2021 - Premio de Novela Breve Ciudad de Mollerussa por Si no ho fas tu, ho faré jo.[4]